# Joaquín María de Eguía Aguirre
Joaquín María de Eguía Aguirre, tercer marqués de Narros (Azcoitia, 2 de febrero de 1733-Vitoria, 1803), fue un ilustrado español.

## Biografía

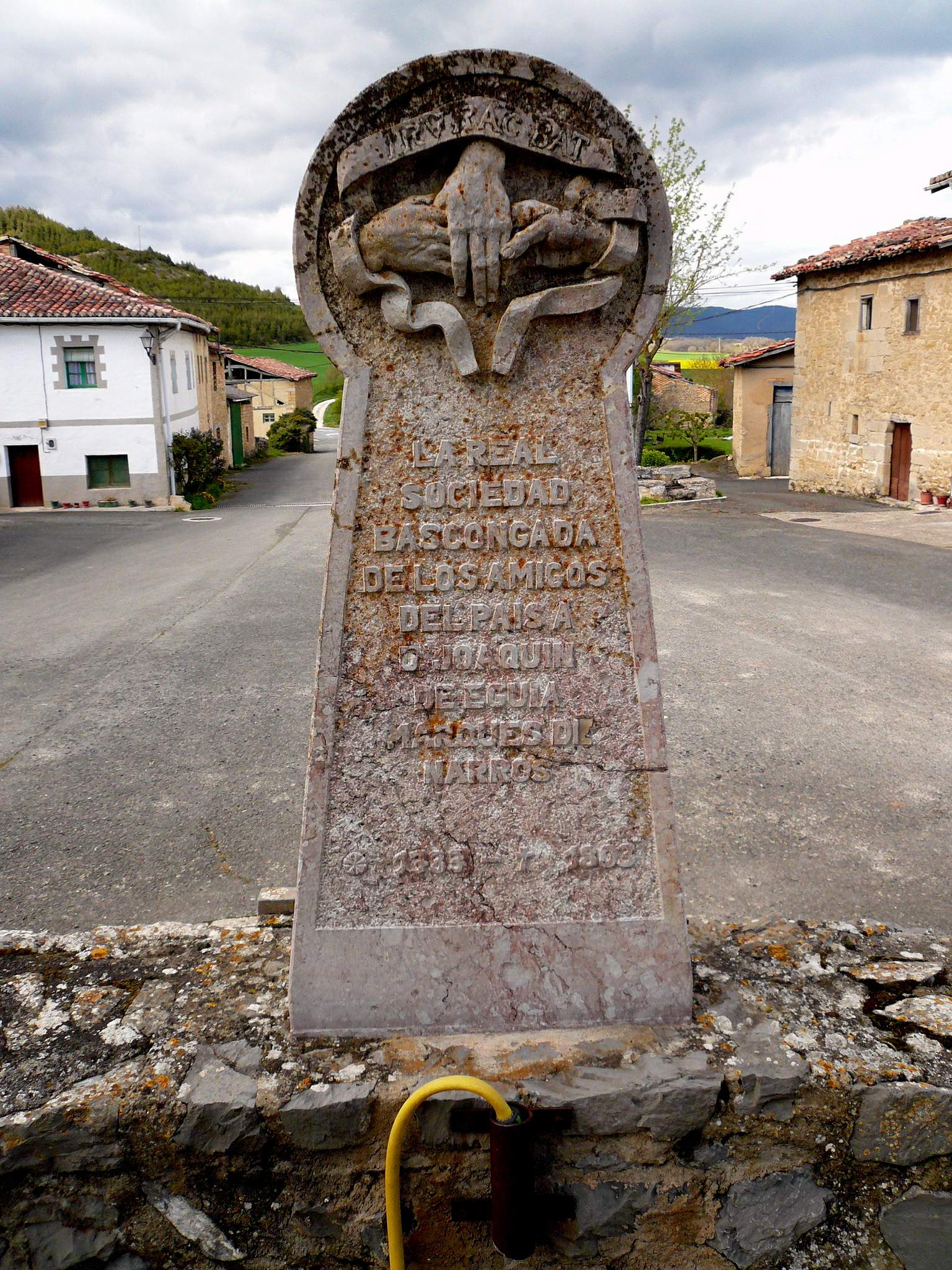
Memorial de Joaquín María de Eguía Aguirre en Manzanos (Ribera Baja, Álava)

Junto con el conde de Peñaflorida y Manuel Ignacio Altuna formaron el Triunvirato de Azcoitia o los Caballeritos de Azcoitia, que dieron origen la Real Sociedad Bascongada de Amigos del País. Fue secretario perpetuo y tercer director de la sociedad.
En 1758 fue diputado general de Guipúzcoa. En 1793 fue diputado de guerra por Guipúzcoa, al estallar la guerra contra la Francia revolucionaria.
Fue condenado por la Inquisición española a una abjuración de levi por difundir las ideas de los ilustrados franceses.
Es autor de la traducción de «La clemencia de Tito» de Metastasio y de un «Elogio de Peñaflorida». En Zarauz está el Palacio de Narros, donde se alojaron toda su familia y aristócratas de la época.